# Gianni Quondamatteo
Gianni Quondamatteo (Rimini, 19 marzo 1910 – Rimini, 19 gennaio 1992) è stato un etnologo, lessicografo, giornalista, partigiano e politico italiano.

## Biografia
Nato a Rimini da una famiglia di origine marinara, si è laureato in scienze economiche e commerciali a Venezia e in scienze marittime e diritto a Napoli, divenendo in seguito ufficiale di marina. Come tale ha partecipato alla Seconda guerra mondiale, durante la quale ha preso parte alla lotta di liberazione. È stato presidente del Comitato di Liberazione Nazionale (CLN) di Riccione, e primo sindaco di Riccione dopo la Liberazione (1944-1949).
Divenuto direttore dell'Azienda di Cura e Soggiorno di Riccione, ha fondato il Premio Riccione per il Teatro.
Fino dal primo dopoguerra avviò una ricerca sul folclore, sul dialetto e sulla letteratura dialettale, pubblicando nel corso degli anni articoli, saggi, e la sua opera più famosa, che è il Dizionario romagnolo (ragionato). Collaborò a lungo con Friedrich Schürr, stringendo un'amicizia col grande filologo austriaco, massimo studioso del romagnolo, che gli affidò la prefazione del suo celebre saggio La voce della Romagna.
L'archivio delle carte di Gianni Quondamatteo è conservato presso la Biblioteca Civica Gambalunga di Rimini.

## Opere

### Dialettologia e folclore

#### Saggi e dizionari
- Mangiari di Romagna, con Marcello Caminiti e Luigi Pasquini, Milano, Garzanti, 1960 (II ed. Milano, Garzanti, 1961; III ed. Bologna, Edizioni Alfa, 1964; IV ed. Bologna, Galeati, 1975; V ed. Bologna, Guidicini e Rosa, 1979; VI ed. Verucchio, Pazzini, 1999)
- Tremila modi di dire dialettali (in Romagna), 3 vol, tavole e copertina di Giulio Cumo, Imola, Galeati, 1973-1974
- Grande dizionario (e ricettario) gastronomico romagnolo, presentazione di Francesco Fuschini, Imola, Galeati, 1978
- Le parlate dell'Emilia e della Romagna, con Giuseppe Bellosi, Firenze, Ed. del Riccio, 1979
- Dizionario romagnolo (ragionato), 2 vol, con il contributo di Elda Pagliarani, disegni e silografie di Luigi Berardi, Villa Verucchio,  Tipolito La pieve, 1982-1983

#### Testi curati
- La poesia dialettale di Giustiniano Villa, con Luigi Pasquini, Rimini, Tipografia Zangheri, 1962 (II ed. riveduta e corretta, con tavole di Giovanni Cappelli, Bologna: Azzoguidi, 1963)
- Giustiniano Villa, Poesie dialettali, Bologna, Arti Grafiche Reggiani, 1971
- E *viaz. Rracconti e fiabe di Romagna, presentazione di Tullio De Mauro, tavole di Alberto Sughi, Imola, Grafiche Galeati, 1974
- Cento anni di poesia dialettale romagnola, 2 vol., con Giuseppe Bellosi, Imola: Grafiche Galeati, 1977
- È luneri rumagnol. Antologia di cultura romagnola, tavole e disegni di Luigi Berardi, Mario Lapucci, Gogliardo Ossani, Imola, Galeati, 1980 (contiene il calendario per il 1981)
- È luneri rumagnol. Antologia di cultura romagnola, tavole e disegni di Luigi Berardi et al., Imola: Galeati, 1981 (contiene il calendario per il 1982)

#### Prefazioni
- Friedrich Schürr, La voce della Romagna, Ravenna, Edizioni del Girasole, 1974

#### Tavole
Con la collaborazione di Primo Bulli, Giulio Cumo, Maurizio Ermeti, Flavio Lombardini, Carlo Lotti, Nicola Padovani, Guido Simonetti, Walter Valmaggi.
- Remin t'i prim de Novzeint (toponomastica dialettale della città di Rimini)
- È trabacul de non (nomenclatura relativa al trabaccolo)
- U j'era na volta un pgnulèt, Villa Verucchio, Tipolito La Pieve, 1987 (pesci dell'Adriatico)

### Giornalismo
- "E passato il tedesco: trasmissioni radio dell'8. armata", presentazione di Lorenzo Bedeschi, in: «Storie e storia. Quaderni dell'Istituto storico della resistenza e della guerra di liberazione del circondario di Rimini», n. 4 (ottobre 1980), P. 8-28